# USS Minneapolis (CA-36)
Pour les autres navires du même nom, voir USS Minneapolis.
L’USS Minneapolis (CA-36) est un croiseur lourd de classe New Orleans. Nommé d'après la ville de Minneapolis, il est l'un des navires de la marine américaine les plus décorés de la Seconde Guerre mondiale avec 17 battle stars. En service sur le théâtre Pacifique, il a notamment participé à la bataille de la mer de Corail, à la bataille de Midway, à la bataille de la mer des Philippines et à la bataille du détroit de Surigao.
Le croiseur est retiré du service et vendu pour la ferraille le 14 août 1959 après 25 ans de service.